# Tosca (banda)
Tosca é um duo de música eletrônica composto por Richard Dorfmeister e seu amigo de escola Rupert Huber.

## Discografia

### Álbuns de estúdio
- Opera (1997)
- Suzuki (2000)
- Dehli9 (2003)
- J.A.C. (2005)
- No Hassle (2009)
- Odeon (2013)
- Outta Here (2014)

### Remixes
- Fuck Dub Remixes (1997)
- Chocolate Elvis Dubs (1999)
- Suzuki in Dub (2000)
- Different Tastes of Honey (2001)
- Souvenirs (2006)
- Pony (No Hassle Versions) (2010)
- Tlapa: The Odeon Remixes (2013)

### Singles e EPs
- 1994 - Chocolate Elvis  (G-Stone Recordings)
- 1995 - Favourite Chocolate  (G-Stone Recordings)
- 1996 - Fuck Dub  (G-Stone Recordings)
- 1997 - Buona Sarah  (G-Stone Recordings)
- 1997 - Fuck Dub Remixes Vol. 1-3  (G-Stone Recordings)
- 1999 - Chicken Chiefly / Chocolate Elvis Dub  (Pork Recordings)
- 1999 - Chocolate Elvis  (G-Stone Recordings)
- 1999 - Suzuki EP  (G-Stone Recordings)
- 2003 - Wonderful  (Studio !K7)
- 2005 - Damentag  (Studio !K7)
- 2005 - Heidi Bruehl (Studio !K7)
- 2006 - Souvenirs EP  (G-Stone Recordings)

## Paradas
| Ano  | Obra                      | Posição | Posição | Posição | Posição | Posição | Posição | Posição |
| Ano  | Obra                      | AUT     | ALE     | SUI     | EUA     | FRA     | HOL     | NZ      |
| ---- | ------------------------- | ------- | ------- | ------- | ------- | ------- | ------- | ------- |
| 2000 | Suzuki                    | 24      | 48      | –       | –       | –       | –       | 29      |
| 2002 | Different Tastes of Honey | 47      | –       | –       | –       | –       | –       | –       |
| 2003 | Dehli 9                   | 14      | 59      | 97      | 8       | 64      | 78      | –       |
| 2005 | J.A.C.                    | 28      | 92      | –       | 12      | 130     | –       | –       |

## Prêmios
- 2004: Amadeus Austrian Music Award - Nominating National Rock/Pop Group
- 2001: Amadeus Austrian Music Award - Nominating National Rock/Pop Group